# 가도가도
가도가도(인도네시아어: gado-gado)는 인도네시아의 샐러드이다. 여러 가지 채소와 삶은 달걀, 튀긴 두부, 템페, 론통 등에 사테 소스를 곁들여 먹는 음식이며, 인도네시아의 국민 음식 가운데 하나로 여겨진다. 길거리 음식으로 먹기도 하며, 새해에 먹는 명절 음식이기도 하다.

## 이름
인도네시아어 "가도(gado)"는 "섞다"라는 뜻이다.

## 만들기
양배추, 공심채, 시금치, 숙주나물, 줄콩, 옥수수 등의 데친 채소와 데치지 않은 오이, 삶은 감자와 달걀, 론통이나 튀긴 두부와 템페 등을 접시에 담고, 땅콩, 마늘, 고추, 야자당, 트라시, 간장, 타마린드 즙, 라임 즙, 코코넛밀크, 산내 등을 넣어 만든 사테 소스를 얹은 뒤 크루푹을 곁들여 낸다.

## 같이 보기
- 로특
- 카레독
- 프츨